# Marcos Martín (dibujante de cómics)
Marcos Martín Milanés (Barcelona, 1972) es un dibujante de cómics español, que suele dibujar para editoriales de cómics estadounidenses. Entre sus trabajos destacan Batgirl: Año Uno, Breach, Doctor Strange: The Oath, The Amazing Spider-Man, Daredevil y The Private Eye. También es conocido por ser un prolífico dibujante de portadas para varias editoriales del sector, como Marvel y DC Comics.

## Primeros años de vida
Marcos Martín comenzó a interesarse por los cómics a los cuatro años, leyendo las traducciones al español de los cómics italianos de Disney y varios números de Los Cuatro Fantásticos de Kirby/Lee que pertenecían a su hermana mayor. En palabras de Martín, "le gustaban porque Sue Storm cambiaba de pelo de vez en cuando y pasaban cosas además de las batallas". También leía traducciones de Astérix, Tintín y Mafalda, una popular historieta del dibujante argentino Joaquín Salvador Lavado alias "Quino".
Hasta los catorce años, Martín quería ser guionista de cómics, pero luego decidió que sería más fácil entrar en la industria como artista. A los diecisiete años dibujó su primer cómic para la escuela mientras pasaba su último año en el norte del estado de Nueva York; duró dos números. A su regreso a España, Martín se licenció en pintura en la Universidad de Bellas Artes de Barcelona.

## Carrera
El primer trabajo profesional de Martín fue la creación de portadas e ilustraciones para las reediciones en español de varios Marvel Comics por parte de Cómics Forum, donde conoció al también dibujante Javier Pulido (la empresa era famosa por descubrir nuevos talentos que se harían ampliamente conocidos en el mercado americano como Salvador Larroca y Carlos Pacheco unos años antes). Después de la universidad, Martín volvió a Nueva York para mostrar su portafolio y conseguir trabajo tanto en Marvel como en DC; finalmente, le asignaron una historia corta en The Batman Chronicles:

Aquí está la verdad honesta. Hice mi primer trabajo allí, mi primer trabajo, el de las Crónicas de Batman [#12] en el 97, viviendo en NY durante esos 3 meses. Conseguí ese trabajo en parte porque conocí a Mark Waid en España y le pareció que mi trabajo era maravilloso. Quería que hiciera una miniserie con Devin Grayson. Así que lo que ocurrió fue que el editor de Devin era el editor de Batman, y así es como acabé más o menos en las oficinas del murciélago. Hice esa historia y la odiaron. ¡Fue horrible! Era la primera vez que hacía cómics, aparte de lo que hice en el instituto. No había dibujado ningún cómic en absoluto. Había hecho portadas e ilustraciones, pero nada de arte secuencial, así que no tenía ni idea de lo que estaba haciendo. Lo que ocurrió fue que, sí, hubo un desajuste [con el entintador], pero había una razón para ello. No les gustaban nada los lápices. Lo que hicieron fue que intentaron... Recuerdo las palabras del editor... "Dale sabor con el entintador", que básicamente significaba que los lápices apestaban y necesitaban arreglarlo de alguna manera. Así que contrataron a un entintador, que creo que también era artista, y básicamente usó mis lápices como diseños para hacer sus propias cosas. Fue duro para mí, pero perfectamente comprensible porque mi trabajo era bastante horrible. Sin embargo, sigo pensando que lo hice lo mejor posible al tener que dibujar 18 páginas en 18 días.

Después, Martín volvió a España y pasó el año siguiente trabajando en un nuevo cómic, Houdini, con el futuro guionista David Muñoz, para el sello Laberinto de Planeta-DeAgostini. La serie quedó inconclusa y sin publicar, ya que el sello cerró antes de que el primer número llegara a las librerías. En 1999, Martín volvió a Nueva York, pero tuvo más problemas para encontrar trabajo tras la experiencia de Crónicas de Batman. Finalmente, Javier Pulido le pidió que participara como dibujante de relleno en el libro en el que Pulido estaba trabajando en ese momento, Robin: Year One. Hizo algunos trabajos más de relleno y finalmente se le permitió elegir un guionista para su primer proyecto completo, que acabó siendo Batgirl: Year One con Scott Beatty y Chuck Dixon. Martín también contrató a su amigo y colega español Javier Rodríguez como colorista del libro.
Tras cinco años en DC, Martín se trasladó a Marvel, donde realizó la aclamada miniserie Doctor Strange: The Oath con Brian K. Vaughan, así como varios números de The Amazing Spider-Man como parte de las épocas Brand New Day y Big Time. En 2011, lanzó Daredevil, escrito por Mark Waid y co-dibujado por Paolo Rivera, lo que allanó el camino para las series posteriores de Marvel, más atípicas, como Ojo de Halcón de Matt Fraction y David Aja.
En 2013, Martín fundó Panel Syndicate, una editorial online de webcómics de pago sin DRM tipo "Paga lo que quieras" en varios idiomas, para publicar su cómic cocreado con Brian K. Vaughan, The Private Eye. La serie ha recibido elogios de la crítica y la atención de los medios de comunicación por el arte de Martín y por su papel como uno de los primeros cómics libres de DRM y de "pago por lo que quieras" de creadores del calibre de Martín y Vaughan. En julio de 2015, se anunció que la serie se recopilará y se publicará en papel a través de Image Comics.

## Premios y nominaciones

### Premios
- 2012 Eisner Premio - Mejor Serie Regular (Daredevil con Mark Waid, Paolo Rivera, y Joe Rivera)
- 2015 Eisner Premio - Mejor Cómic Digital/Webcomic (The Private Eye con Brian K. Vaughan)
- 2015 Harvey Premio - Mejor Trabajo de Cómics On-line (The Private Eye con Brian K. Vaughan)

### Nominaciones
- Nominado al premio Harvey 2011 - Mejor artista de portada ( The Amazing Spider-Man )
- Nominado al premio Eisner 2012 - Mejor artista / dibujante / entintador o dibujante / equipo de entintado ( Daredevil )
- Nominado al Premio Eisner 2012 - Mejor Artista de Portada ( Daredevil, The Amazing Spider-Man )
- 2012 nominado al premio Harvey - Mejor artista de portada ( Daredevil )
- Nominado al premio Eisner 2015 - Mejor serie finita / serie limitada ( The Private Eye con Brian K. Vaughan )

### Solo portadas
- Green Arrow vol. 3 #34-45 (DC Comics, 2004–2005)
- Breach #9-10 (DC Comics, 2005)
- Runaways vol. 2 #13-18 (Marvel, 2006)
- Wonder Woman vol. 3 #29 (DC Comics, 2009)
- Sub-Mariner Comics 70th Anniversary Special #1 (Marvel, 2009)
- Human Torch Comics 70th Anniversary Special #1 (Marvel, 2009)
- Marvel Mystery Comics 70th Anniversary Special #1 (Marvel, 2009)
- Miss America Comics 70th Anniversary Special #1 (Marvel, 2009)
- Young Allies Comics 70th Anniversary Special #1 (Marvel, 2009)
- All Select Comics 70th Anniversary Special #1 (Marvel, 2009)
- U.S.A. Comics 70th Anniversary Special #1 (Marvel, 2009)
- All Winners Comics 70th Anniversary Special #1 (Marvel, 2009)
- Daring Mystery Comics 70th Anniversary Special #1 (Marvel, 2009)
- Mystic Comics 70th Anniversary Special #1 (Marvel, 2009)
- Marvel Zombies: Evil Evolution #1 (Marvel, 2010)
- The Amazing Spider-Man #648, 692, 700, Annual #37 (Marvel, 2010–2012)
- Daredevil vol. 3 #10.1, 11 (Marvel, 2012)
- AvX: VS #1 (Marvel, 2012)
- Spider-Men #2 (Marvel, 2012)
- Morbius, the Living Vampire vol. 2 #2 (Marvel, 2013)
- Nova vol. 5 #1 (Marvel, 2013)
- Fearless Defenders #2 (Marvel, 2013)
- Guardians of the Galaxy vol. 3 #1 (Marvel, 2013)
- The Black Bat #1 (Dynamite, 2013)
- Quantum and Woody vol. 2 #1 (Valiant, 2013)
- Superior Spider-Man #9-10 (Marvel, 2013)
- Uncanny X-Force vol. 2 #6 (Marvel, 2013)
- The Superior Foes of Spider-Man #1 (Marvel, 2013)
- The Amazing Spider-Man vol. 3 #1 (Marvel, 2014)
- Wrath of the Eternal Warrior #1-4 (Valiant, 2015–2016)
- The Vision vol. 3 #1 (Marvel, 2016)
- X-O Manowar vol. 3 #50 (Valiant, 2016)
- Sam Wilson: Captain America #14 (Marvel, 2016)
- Moon Girl and Devil Dinosaur #19 (Marvel, 2017)
- Black Panther #169 (Marvel, 2018)
- Barbarella #2 (Dynamite, 2018)
- Inhumans: Judgment Day #1 (Marvel, 2018)
- Phoenix Resurrection: The Return of Jean Grey #2 (Marvel, 2018)
- Peter Parker: The Spectacular Spider-Man #299-300 (Marvel, 2018)
- Infinity Countdown Prime #1 (Marvel, 2018)
- The New Mutants: Dead Souls #1 (Marvel, 2018)
- The Weatherman #1-6 (Image, 2018)
- Ether #3 (Dark Horse, 2018)
- Black Hammer: The Quantum Age #1 (Dark Horse, 2018)
- Multiple Man #1-5 (Marvel, 2018)
- Silver Surfer vol. 6 Annual #1 (Marvel, 2018)
- Vault of Spiders #1-2 (Marvel, 2018–2019)
- Typhoid Fever: X-Men #1 (Marvel, 2019)
- Fantastic Four: Wedding Special #1 (Marvel, 2019)
- Star Wars: Han Solo, Imperial Cadet #2 (Marvel, 2019)
- Season's Beatings #1 (Marvel, 2019)
- Marvel Comics Presents vol. 3 #1 (Marvel, 2019)
- Meet the Skrulls #1-5 (Marvel, 2019)
- Spider-Man: Life Story #1 (Marvel, 2019)
- The Unbeatable Squirrel Girl vol. 2 #42 (Marvel, 2019)
- Cosmic Ghost Rider Destroys Marvel History #2 (Marvel, 2019)
- Marvel Team-Up vol. 4 #3 (Marvel, 2019)
- Doctor Strange vol. 5 #18 (Marvel, 2019)
- X-Men vol. 5 #2 (Marvel, 2020)

- Datos: Q6757886